# Чоппе, Эрвин
Эрвин Чоппе (нем. Erwin Tzschoppe; 5 сентября 1902, Шёнау-ан-дер-Кацбах, Силезия — 12 августа 1972, Бад-Харцбург) — оберфюрер СС.
Член НСДАП (№ 532166) и СС (№ 11965).

## Чины
- С 24 декабря 1932 — штурмфюрер СС.
- С 28 февраля 1934 — оберштурмфюрер СС.
- С 26 мая 1934 — гауптштурмфюрер СС.
- С 9 ноября 1934 — штурмбаннфюрер СС.
- С 20 апреля 1939 — оберштурмбаннфюрер СС.
- С 1942 — штандартенфюрер СС.
- С 30 января 1944 — оберфюрер СС.

## Должности
- В 1934 — командир 21-го моторизированного штандарта СС.
- С 1935 служил в юнкерской школе СС «Брауншвейг».
- С 14 ноября по 1 декабря 1938 — командир 12-го штандарта СС.
- С 1 декабря 1938 по 1 февраля 1943 — командир 49-го штандарта СС (большую часть этого периода номинально из-за службы в войсках СС).
- С 1 декабря 1939 по 27 марта 1940 — командир первого батальона 4-го штандарта (полка) соединений СС «Тотенкопф».
- С 7 мая 1940 по 1 мая 1941 — командир второго батальона 8-го штандарта (полка) соединений СС «Тотенкопф».
- С 1 мая 1941 по 1 февраля 1942 — командир второго батальона 8-го пехотного полка СС.
- С 1 февраля по 25 августа 1942 — командир 8-го пехотного полка СС (1 пехотной бригады СС).
- С 25 августа по 1 октября 1942 находился в резерве Главного оперативного управления СС.
- С 1 октября 1942 по 1 января 1943 — фюрер при Военно-историческом исследовательском управлении войск СС, замещал начальника Военного архива войск СС.
- С 1 января 1943 по 6 мая 1943 служил в штабе командующего войсками СС в Нидерландах.
- С 1 февраля 1943 по май 1945 — командир 12-го штандарта СС.
- С 12 мая 1943 по 1 февраля 1945 — командир участка обороны побережья Схевенинген (Нидерланды).

## Деятельность в 1945
С 1 января 1945 по 8 мая 1945 состоял при штабе высшего руководителя СС и полиции в Нидерландах и был начальником штаба боевой группы под командованием обергруппенфюрера СС Ганса Альберта Ройтера (высшего руководителя СС и полиции в Нидерландах). Когда Ройтер в марте 1945 попал в партизанскую засаду и был ранен, Чоппе временно принял командование боевой группой.
Существует информация, что оберфюрер Чоппе в апреле 1945 был командиром 29-й итальянской дивизии СС, однако в это время дивизией продолжал командовать Константин Хельдманн. Что касается Чоппе, то весной 1945 он находился не в Италии, а в Нидерландах, где занимал ответственные должности в боевой группе и продолжал оставаться в штабе Ройтера до конца войны. Впрочем, не исключено, что был издан приказ о назначении Чоппе командиром дивизии. Существует мнение, что версия о командовании Чоппе дивизией в Италии возникла из-за того, что к 29-й дивизии имел прямое отношение другой оберфюрер СС, Эрих Чимпке (нем. Erich Tschimpke), который был командирован в неё верховным руководителем СС и полиции в Италии обергруппенфюрером СС Карлом Вольфом.

## Награды
- Железный крест 1-го и 2-го класса.
- Пехотно-штурмовой знак.